# Takethem
Takethem, född 14 april 2010 i Danmark, är en dansk varmblodig travhäst. Han tränades och kördes av Steen Juul, verksam vid Charlottenlund Travbane utanför Köpenhamn. Han räknas som en av de bästa danska travhästarna under 2010-talet.
Takethem började tävla i maj 2013, och tog sin första seger i tredje starten. Han har till april 2019 sprungit in 3,9 miljoner svenska kronor på 56 starter varav 19 segrar, 18 andraplatser och 3 tredjeplatser. Han har tagit karriärens hittills största segrar i Danskt Trav-Kriterium (2013) och Silverdivisionens final (maj 2016). Han har även kommit på andraplats i Prix Jean-René Gougeon (2018) och Copenhagen Cup (2018), på tredjeplats i C.L. Müllers Memorial (2016) samt på fjärdeplats i Oslo Grand Prix (2017) och Prix de Belgique (2018). I maj 2019 meddelade ägarna att Takethems tävlingskarriär var över på grund av skada. 

## Deltagande i Elitloppet
Takethem har deltagit i Elitloppet på Solvalla två gånger (2017, 2018).
Han deltog för första gången i 2017 års upplaga och var den enda danska Elitloppsdeltagaren det året. I försöksloppet slutade han på femteplats, och kvalificerade sig därmed inte bland de fyra som gick vidare till final.
Efter andraplatsen i Danmarks största travlopp Copenhagen Cup den 13 maj 2018 bjöds han den 15 maj in till att delta i 2018 års upplaga av Elitloppet. Elitloppet gick av stapeln den 27 maj, och han startade i det omtalade första försöksloppet – ett lopp som försenades med 15 minuter efter problematik med omstarter. I det lopp som senare gick iväg kom Takethem på fjärdeplats, och han tog sig därmed vidare till finalen av Elitloppet. I finalen slutade han på sjundeplats.